# علم ألاباما

علم ولاية ألاباما

أعتمد علم ولاية ألاباما في يوم 16 شباط - فبراير من عام 1895. وعلم الولاية يتكون من صليب أندراوس باللون الأحمر مستندة على خلفية بيضاء اللون.

## علم سنة 1861
وقد تم اعتماد هذا التصميم في يوم 11 كانون الثاني وفي بداية شهر شباط تم إلغاء هذا العلم. ويتكون الوجه الأمامي للعلم من صورة لآلهة الحرية وهي تحمل في يدها اليمنى سيفا متجها نحو الأسفل بينما تحمل يدها اليسرى علما يحتوي على نجمة ذهبية ومكتوب فوقها اسم الولاية ويوجد فوق آلهة الحرية نص مكتوب بحروف ذهبية وباللغة الأنجليزية الاستقلال الآن وإلى الأبد. ويتكون الوجه الخلفي من العلم من نبات القطن مع أفعى صفراء اللون ويوجد تحت هذا الوجه من العلم نقش مكتوب بجروف ذهبية وهو Noli me tangere وهو يعني في اللغة اللاتينية لاتلمسني.
|  |  |

## علم حاكم الولاية
|  |  |